# 捷斯

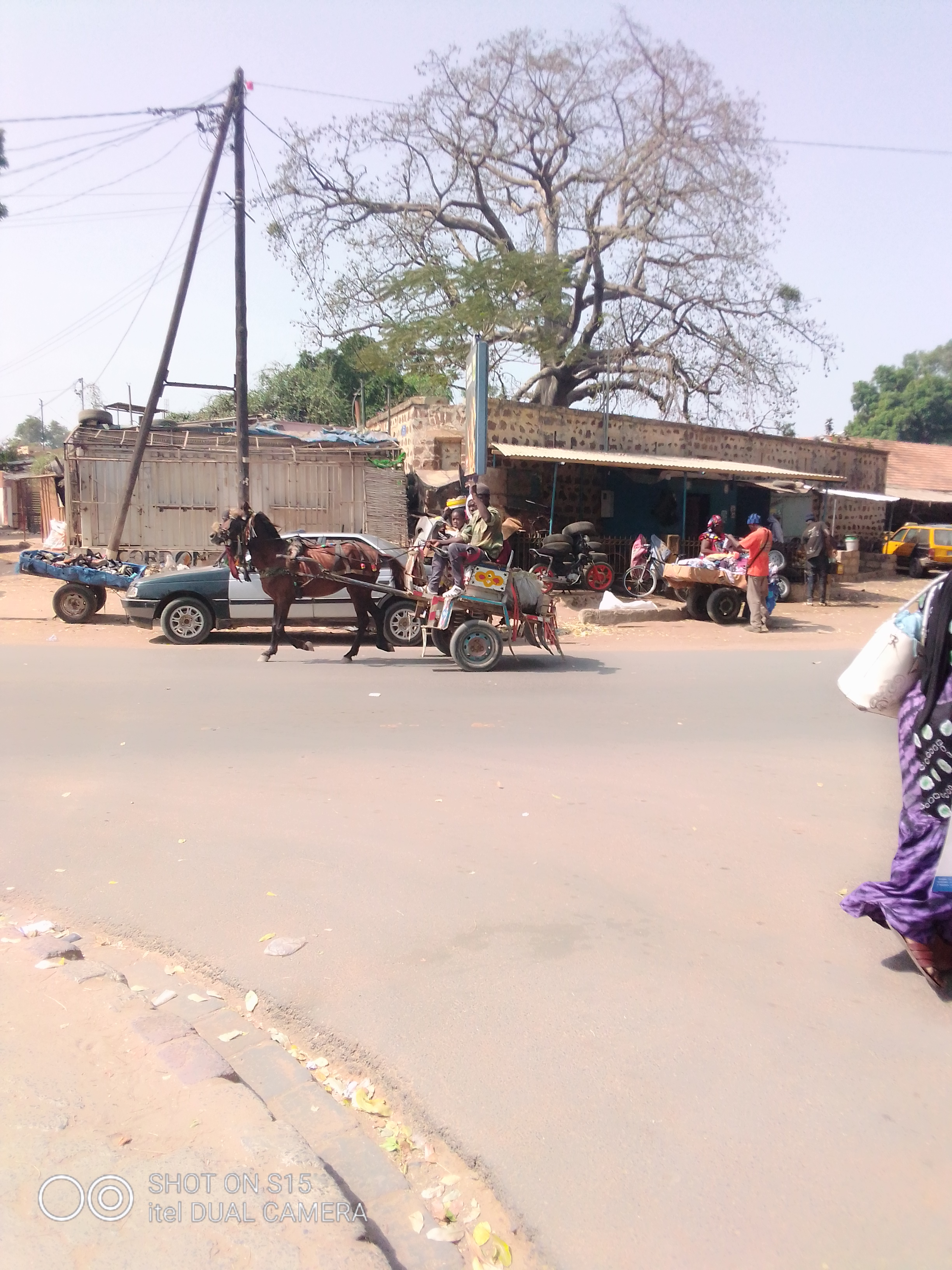
捷斯

捷斯（法语：Thiès）位于塞内加尔西部，是捷斯区的首府，也是该国第二大城市，共有人口237,849人（2002年）。

## 友好城市
- 法国卡昂

14°47′30″N 16°55′30″W / 14.79164°N 16.92494°W